# Kiantajärvi (sjö i Sotkamo, Kajanaland, Finland)
Kiantajärvi eller Kiantojärvi är en sjö i Finland. Den ligger i kommunen Sotkamo i landskapet Kajanaland, i den centrala delen av landet, 500 km norr om huvudstaden Helsingfors. Kiantajärvi ligger 137,9 meter över havet. Den är 29 meter djup. Arean är 23,25 kvadratkilometer och strandlinjen är 54,36 kilometer lång. Sjön  ingår i Uleälvens huvudavrinningsområde. 